# جائزة أفضل ممثلة (مهرجان كان)

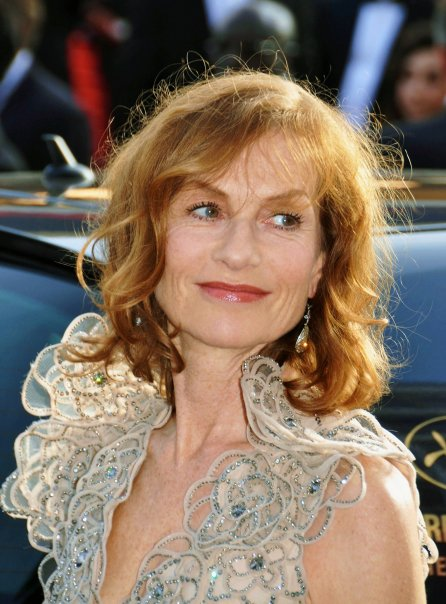

جائزة أفضل ممثلة (بالفرنسية: Prix d'interprétation féminine)‏ هي جائزة تقدم في مهرجان كان السينمائي ويتم اختياره الفائزة من قبل لجنة التحكيم من الأفلام الرسمية المشاركة في المهرجان، تم منحها لأول مرة في عام 1946 لم تمنح جوائز للممثلات في عام 1947. تم إلغاء الحفل في 1948، 1950، 1968، منحت لجنة التحكيم الجائزة لعدة ممثلات من فيلم واحد في أربع مناسبات الأفلام الأربعة كانت وورد أبارت، برينك أوف ليف، بيج فاميلي، فولفر.
تقدم الجائزة لأفضل أداء عن دور شخصية رئيسية أو الأدوار مساندة باستثناء الفترة من 1979 إلى 1981، عندما كان المهرجان يمنح جائزة منفصلة «أفضل ممثلة مساعدة».
في مهرجان كان السينمائي 2022 تم تتويج زار أمير إبراهيمي لتكون آخر فائزة في هذه الفئة عن عملها على هولي سبايدر.

## قائمة الممثلات الفائزات

### عقد 1940
| عام  | الممثلة                                        | الدور                                          | الفيلم                                         | العنوان الأصلي                                 | المرجع.                                        |
| ---- | ---------------------------------------------- | ---------------------------------------------- | ---------------------------------------------- | ---------------------------------------------- | ---------------------------------------------- |
| 1946 | ميشيل مورغان                                   | جيرترود                                        | السمفونية الرعوية                              | La Symphonie pastorale                         | [ 2 ]                                          |
| 1947 | لم يتم منح أي جائزة في تلك السنة               | لم يتم منح أي جائزة في تلك السنة               | لم يتم منح أي جائزة في تلك السنة               | لم يتم منح أي جائزة في تلك السنة               | لم يتم منح أي جائزة في تلك السنة               |
| 1948 | لم يقام المهرجان ، ولم تُمنح جوائز في ذلك العام | لم يقام المهرجان ، ولم تُمنح جوائز في ذلك العام | لم يقام المهرجان ، ولم تُمنح جوائز في ذلك العام | لم يقام المهرجان ، ولم تُمنح جوائز في ذلك العام | لم يقام المهرجان ، ولم تُمنح جوائز في ذلك العام |
| 1949 | إيسا ميراندا                                   | مارتا مانفريديني                               | أسوار مالاباجا                                 | Le mura di Malapaga                            | [ 3 ]                                          |

### عقد 1950
| عام  | الممثلة                                        | الدور                                          | الفيلم                                         | العنوان الأصلي                                 | المرجع.                                        |
| ---- | ---------------------------------------------- | ---------------------------------------------- | ---------------------------------------------- | ---------------------------------------------- | ---------------------------------------------- |
| 1950 | لم يقام المهرجان ، ولم تُمنح جوائز في ذلك العام | لم يقام المهرجان ، ولم تُمنح جوائز في ذلك العام | لم يقام المهرجان ، ولم تُمنح جوائز في ذلك العام | لم يقام المهرجان ، ولم تُمنح جوائز في ذلك العام | لم يقام المهرجان ، ولم تُمنح جوائز في ذلك العام |
| 1951 | بيت ديفيس                                      | مارغو تشانينج                                  | كل شيء عن إيف                                  | كل شيء عن إيف                                  | [ 4 ]                                          |
| 1952 | لي غرانت                                       | سارق المتجر                                    | قصة محقق                                       | قصة محقق                                       | [ 5 ]                                          |
| 1953 | لم يتم منح أي جائزة في تلك السنة               | لم يتم منح أي جائزة في تلك السنة               | لم يتم منح أي جائزة في تلك السنة               | لم يتم منح أي جائزة في تلك السنة               | لم يتم منح أي جائزة في تلك السنة               |
| 1954 | لم يتم منح أي جائزة في تلك السنة               | لم يتم منح أي جائزة في تلك السنة               | لم يتم منح أي جائزة في تلك السنة               | لم يتم منح أي جائزة في تلك السنة               | لم يتم منح أي جائزة في تلك السنة               |
| 1955 | ايلينا دوبرونرافوفا                            | كاتيا ترافنيكوفا                               | عائلة كبيرة                                    | Больша́я семья́                                  | [ 6 ]                                          |
| 1955 | فيرا كوزنتسوفا                                 | أجافيا كاربوفنا زوربينا                        | عائلة كبيرة                                    | Больша́я семья́                                  | [ 6 ]                                          |
| 1955 | كلارا لوتشكو                                   | ليدا زوربينا                                   | عائلة كبيرة                                    | Больша́я семья́                                  | [ 6 ]                                          |
| 1955 | إيكاترينا سافينوفا                             | دنياشا زوربينا                                 | عائلة كبيرة                                    | Больша́я семья́                                  | [ 6 ]                                          |
| 1955 | إيا أريبينا                                    | تانيا زوربينا                                  | عائلة كبيرة                                    | Больша́я семья́                                  | [ 6 ]                                          |
| 1955 | لاريسا كرونبيرغ                                | زينا إيفانوفا                                  | عائلة كبيرة                                    | Больша́я семья́                                  | [ 6 ]                                          |
| 1956 | سوزان هيوارد                                   | ليليان روث                                     | ساأبكي غدا                                     | ساأبكي غدا                                     | [ 7 ]                                          |
| 1957 | جيوليتا ماسينا                                 | ماريا "كابيريا" سيكاريلي                       | ليالي كابيريا                                  | Le notti di Cabiria                            | [ 8 ]                                          |
| 1958 | بيبي أندرسون                                   | هورديس بيترسون                                 | حافة الحياة                                    | Nära livet                                     | [ 9 ] [ 10 ]                                   |
| 1958 | إيفا دهلبك                                     | ستينا أندرسون                                  | حافة الحياة                                    | Nära livet                                     | [ 9 ] [ 10 ]                                   |
| 1958 | باربرو هيورت أف أورناس                         | الممرضة بريتا                                  | حافة الحياة                                    | Nära livet                                     | [ 9 ] [ 10 ]                                   |
| 1958 | إنغريد تولين                                   | سيسيليا إليوس                                  | حافة الحياة                                    | Nära livet                                     | [ 9 ] [ 10 ]                                   |
| 1959 | سيمون سينوري                                   | أليس ايسجيل                                    | غرفة بالأعلى                                   | غرفة بالأعلى                                   | [ 11 ]                                         |

### عقد 1960
| عام  | الممثلة                                                                   | الدور                                                                     | الفيلم                                                                    | العنوان الأصلي                                                            | المرجع.                                                                   |
| ---- | ------------------------------------------------------------------------- | ------------------------------------------------------------------------- | ------------------------------------------------------------------------- | ------------------------------------------------------------------------- | ------------------------------------------------------------------------- |
| 1960 | ميلينا ميركوري                                                            | ايليا                                                                     | لا يمكن يوم الأحد                                                         | Ποτέ την Κυριακή                                                          | [ 12 ]                                                                    |
| 1960 | جين مورو                                                                  | آن ديسباريديس                                                             | سبعة أيام ... سبع ليالي                                                   | Moderato cantabile                                                        | [ 12 ]                                                                    |
| 1961 | صوفيا لورين                                                               | سيزيرا                                                                    | امرأتان                                                                   | La Ciociara                                                               | [ 13 ]                                                                    |
| 1962 | كاثرين هيبورن                                                             | ماري كافان تيرون                                                          | رحلة يوم طويل إلى الليل                                                   | رحلة يوم طويل إلى الليل                                                   | [ 14 ] [ 15 ]                                                             |
| 1962 | ريتا توشينغهام                                                            | جوزفين ("جو")                                                             | مذاق العسل                                                                | مذاق العسل                                                                | [ 14 ] [ 15 ]                                                             |
| 1963 | مارينا فلادي                                                              | ريجينا                                                                    | سرير الزوجية                                                              | Una storia moderna - L'ape regina                                         | [ 16 ]                                                                    |
| 1964 | آن بانكروفت                                                               | جو أرميتاج                                                                | آكل اليقطين                                                               | آكل اليقطين                                                               | [ 17 ]                                                                    |
| 1964 | باربرا باري                                                               | جولي كولين ريتشاردز                                                       | بطاطا واحدة، بطاطتين                                                      | بطاطا واحدة، بطاطتين                                                      | [ 17 ]                                                                    |
| 1965 | سامانثا إيقر                                                              | ميراندا غراي                                                              | الجامع                                                                    | الجامع                                                                    | [ 18 ]                                                                    |
| 1966 | فانيسا رديغريف                                                            | ليوني ديلت                                                                | مورغان - حالة مناسبة للعلاج                                               | مورغان - حالة مناسبة للعلاج                                               | [ 19 ]                                                                    |
| 1967 | بيا ديغيرمارك                                                             | إلفيرا ماديغان                                                            | إلفيرا ماديغان                                                            | إلفيرا ماديغان                                                            | [ 20 ] [ 21 ]                                                             |
| 1968 | توقف المهرجان ، ولم تُمنح جوائز في ذلك العام بسبب أحداث مايو 1968 في فرنسا | توقف المهرجان ، ولم تُمنح جوائز في ذلك العام بسبب أحداث مايو 1968 في فرنسا | توقف المهرجان ، ولم تُمنح جوائز في ذلك العام بسبب أحداث مايو 1968 في فرنسا | توقف المهرجان ، ولم تُمنح جوائز في ذلك العام بسبب أحداث مايو 1968 في فرنسا | توقف المهرجان ، ولم تُمنح جوائز في ذلك العام بسبب أحداث مايو 1968 في فرنسا |
| 1969 | فانيسا رديغريف                                                            | إيزادورا دانكن                                                            | إيزادورا                                                                  | إيزادورا                                                                  | [ 22 ]                                                                    |

### عقد 1970
| عام  | الممثلة        | الدور                  | الفيلم                                 | العنوان الأصلي                         | المرجع.       |
| ---- | -------------- | ---------------------- | -------------------------------------- | -------------------------------------- | ------------- |
| 1970 | أوتافيا بيكولو | إرسيليا                | ميتيلو                                 | ميتيلو                                 | [ 23 ]        |
| 1971 | كيتي وين       | هيلين ريفز             | الهلع في نيدل بارك                     | الهلع في نيدل بارك                     | [ 24 ]        |
| 1972 | سوزانا يورك    | كاثرين                 | صور                                    | صور                                    | [ 25 ]        |
| 1973 | جوان وودوارد   | بياتريس هونسدورفر      | تأثير أشعة جاما على قطيفة رجل في القمر | تأثير أشعة جاما على قطيفة رجل في القمر | [ 26 ]        |
| 1974 | ماري جوزي نات  | إيل                    | الكمان في الكرة                        | Les violons du bal                     | [ 27 ]        |
| 1975 | فاليري برين    | هاني بروس              | ليني                                   | ليني                                   | [ 28 ]        |
| 1976 | دومينيك ساندا  | إيرين كاريلي فيرامونتي | الوراثة                                | L'eredità Ferramonti                   | [ 29 ]        |
| 1976 | ماري توريتشسيك | ديرين                  | السيدة ديري أين أنت؟                   | Déryné hol van?                        | [ 29 ]        |
| 1977 | شيلي دوفال     | ميلدريد "ميلي" لامورو  | 3 نساء                                 | 3 نساء                                 | [ 30 ]        |
| 1977 | مونيك ميركيور  | روز إيمي مارتن         | المصور ج. أ. مارتن                     | المصور ج. أ. مارتن                     | [ 30 ]        |
| 1978 | جيل كلايبراج   | إيريكا بنتون           | امرأة غير متزوجة                       | امرأة غير متزوجة                       | [ 31 ]        |
| 1978 | إيزابيل أوبير  | فيوليت نوزير           | فيوليت نوزير                           | فيوليت نوزير                           | [ 31 ]        |
| 1979 | سالي فيلد      | نورما راي ويبستر       | نورما راي                              | نورما راي                              | [ 32 ] [ 33 ] |
| 1979 | إيفا ماتيس     | ماري                   | فويسك                                  | فويسك                                  | [ 32 ] [ 33 ] |

### عقد 1980
| عام  | الممثلة                   | الدور                    | الفيلم              | العنوان الأصلي         | المرجع.       |
| ---- | ------------------------- | ------------------------ | ------------------- | ---------------------- | ------------- |
| 1980 | انوك ايمي                 | مارتا بونتيشيلي          | قفزة في الظلام      | Salto nel vuoto        | [ 34 ] [ 35 ] |
| 1980 | ميلينا درافيتش            | كاكا                     | معاملة خاصة         | Посебан третман        | [ 34 ] [ 35 ] |
| 1980 | كارلا غرافينا             | كارلا                    | لا تيرازا           | لا تيرازا              | [ 34 ] [ 35 ] |
| 1981 | إيزابيل أدجاني            | آنا / هيلين              | ملكية               | ملكية                  | [ 36 ] [ 37 ] |
| 1981 | إيزابيل أدجاني            | ماريا "مادو" زيلي        | رباعية              |                        | [ 36 ] [ 37 ] |
| 1981 | إيلينا سولوفي             | أونا                     | فاكتيس              | Факт                   | [ 36 ] [ 37 ] |
| 1982 | يادفيغا يانكوفسكا تشيشلاك | إيفا شالانشكي            | طريقة أخرى          | Egymásra nézve         | [ 38 ]        |
| 1983 | هانا شيجولا               | يوجينيا                  | قصة بييرا           | Storia di Piera        | [ 39 ]        |
| 1984 | هيلين ميرين               | مارسيلا                  | كال                 | كال                    | [ 40 ]        |
| 1985 | نورما آلياندرو            | أليسيا مارنيت دي إيبانيز | الحكاية الرسمية     | La historia oficial    | [ 41 ]        |
| 1985 | شير                       | فلورنسا "رستي" دينيس     | قناع                | قناع                   | [ 41 ]        |
| 1986 | باربرا سوكوا              | روزا لوكسمبورغ           | روزا لوكسمبورغ      | روزا لوكسمبورغ         | [ 42 ]        |
| 1986 | فرناندا توريس             | المرأة                   | أحبني للأبد أو أبدا | Eu Sei Que Vou Te Amar | [ 42 ]        |
| 1987 | باربرا هيرشي              | روث                      | شعب خجول            | شعب خجول               | [ 43 ]        |
| 1988 | باربرا هيرشي              | ديانا روث                | عالم منفصل          | عالم منفصل             | [ 44 ]        |
| 1988 | جودي ماي                  | مولي روث                 | عالم منفصل          | عالم منفصل             | [ 44 ]        |
| 1988 | ليندا مفوسي               | إلسي                     | عالم منفصل          | عالم منفصل             | [ 44 ]        |
| 1989 | ميريل ستريب               | ليندي تشامبرلين          | صرخة في الظلام      | صرخة في الظلام         | [ 45 ]        |

### عقد 1990
| عام  | الممثلة        | الدور                    | الفيلم                   | العنوان الأصلي             | المرجع. |
| ---- | -------------- | ------------------------ | ------------------------ | -------------------------- | ------- |
| 1990 | كريستينا جاندا | أنتونينا "تونيا" دزيويسز | استجواب                  | Przesłuchanie              | [ 46 ]  |
| 1991 | إيرين جاكوب    | فيرونيكا / فيرونيك       | الحياة المزدوجة لفيروينك | La double vie de Véronique | [ 47 ]  |
| 1992 | بيرنيلا أوغست  | آنا أكربلوم برغمان       | النوايا الحسنة           | Den goda viljan            | [ 48 ]  |
| 1993 | هولي هنتر      | آدا ماكغراث              | البيانو (فيلم)           | البيانو (فيلم)             | [ 49 ]  |
| 1994 | فيرنا ليسي     | كاترين دي ميديشي         | الملكة مارغو             | الملكة مارغو               | [ 50 ]  |
| 1995 | هيلين ميرين    | الملكة شارلوت            | جنون الملك جورج          | جنون الملك جورج            | [ 51 ]  |
| 1996 | بريندا بليثين  | سينثيا روز بورلي         | أسرار وأكاذيب            | أسرار وأكاذيب              | [ 52 ]  |
| 1997 | كاثي بورك      | فاليري                   | لا شيء عن طريق الفم      | لا شيء عن طريق الفم        | [ 53 ]  |
| 1998 | إلودي بوشيه    | إيزابيل 'إيزا' توستين    | حلم حياة الملائكة        | La Vie rêvée des anges     | [ 54 ]  |
| 1998 | ناتاشا رينيه   | ماري توماس               | حلم حياة الملائكة        | La Vie rêvée des anges     | [ 54 ]  |
| 1999 | سيفيرين كانيل  | دومينيو                  | طبيعة بشرية              | L'humanité                 | [ 55 ]  |
| 1999 | إيميلي ديكيني  | روزيتا                   | روزيتا                   | روزيتا                     | [ 55 ]  |

### عقد 2000
| عام  | الممثلة          | الدور          | الفيلم            | العنوان الأصلي           | المرجع. |
| ---- | ---------------- | -------------- | ----------------- | ------------------------ | ------- |
| 2000 | بيورك            | سلمى يشيكوفا   | راقصة في الظلام   | راقصة في الظلام          | [ 56 ]  |
| 2001 | إيزابيل أوبير    | إريكا كوهوت    | معلم البيانو      | La Pianiste              | [ 57 ]  |
| 2002 | كاتي أوتينن      | إيرما          | رجل دون ماضي      | Mies vailla menneisyyttä | [ 58 ]  |
| 2003 | ماري جوزيه كروز  | ناتالي         | الغزوات البربرية  | Les Invasions barbares   | [ 59 ]  |
| 2004 | ماجي تشيونغ      | إميلي وانغ     | نظيف              | نظيف                     | [ 60 ]  |
| 2005 | حنة لازلو        | هانا           | منطقة حرة         | منطقة حرة                | [ 61 ]  |
| 2006 | بينيلوبي كروز    | رايموندا       | العودة            | العودة                   | [ 62 ]  |
| 2006 | كارمن مورا       | ايرين          | العودة            | العودة                   | [ 62 ]  |
| 2006 | لولا دويناس      | سوليداد "سولي" | العودة            | العودة                   | [ 62 ]  |
| 2006 | بلانكا بورتيلو   | أغوستينا       | العودة            | العودة                   | [ 62 ]  |
| 2006 | يوهانا كوبو      | بولا           | العودة            | العودة                   | [ 62 ]  |
| 2006 | تشاس لامبريف     | تيا بولا       | العودة            | العودة                   | [ 62 ]  |
| 2007 | جيون دو يون      | لي شين إي      | أشعة الشمس السرية | 밀양                     | [ 63 ]  |
| 2008 | ساندرا كورفيلوني | كليوزا         | لينها دي باس      | لينها دي باس             | [ 64 ]  |
| 2009 | شارلوت غينسبور   | هي             | ضد المسيح         | ضد المسيح                | [ 65 ]  |

### عقد 2010
| عام  | الممثلة         | الدور                 | الفيلم                   | العنوان الأصلي           | المرجع. |
| ---- | --------------- | --------------------- | ------------------------ | ------------------------ | ------- |
| 2010 | جولييت بينوش    | السيدة                | نسخة موثقة               | Copie conforme           | [ 66 ]  |
| 2011 | كيرستين دانست   | جوستين                | سوداوية                  | سوداوية                  | [ 67 ]  |
| 2012 | كريستينا فلوتور | ألينا                 | ما وراء التلال           | După dealuri             | [ 68 ]  |
| 2012 | كوزمينا ستراتان | فويتشيتا              | ما وراء التلال           | După dealuri             | [ 68 ]  |
| 2013 | برنيس بيجو      | ماري بريسون           | الماضي                   | Le Passé                 | [ 69 ]  |
| 2014 | جوليان مور      | هافانا سيغراند        | خرائط النجوم (فيلم 2014) | خرائط النجوم (فيلم 2014) | [ 70 ]  |
| 2015 | إيمانويل بيركو  | ماري أنطوانيت جيزيكيل | ملكي                     | ملكي                     | [ 71 ]  |
| 2015 | روني مارا       | تيريز بيليفيت         | كارول                    | كارول                    | [ 71 ]  |
| 2016 | جاكلين جوزيه    | روزا                  | ما روزا                  | ما روزا                  | [ 72 ]  |
| 2017 | ديان كروغر      | كاتيا سيكيرسي         | في التلاشي               | Aus dem Nichts           | [ 73 ]  |
| 2018 | سامال يسلياموفا | أيكا                  | أيكا                     | Айка                     | [ 74 ]  |
| 2019 | إميلي بيتشام    | أليس وودارد           | ليتل جو ‏                 | ليتل جو ‏                 | [ 75 ]  |

### عقد 2020
| عام  | الممثلة             | الدور            | الفيلم             | العنوان الأصلي          | المرجع. |
| ---- | ------------------- | ---------------- | ------------------ | ----------------------- | ------- |
| 2021 | ريناتي رينسف        | جولي             | أسوأ شخص في العالم | Verdens verste menneske | [ 76 ]  |
| 2022 | زهراء أمير إبراهيمي | أريزو رحيمي      | عنكبوت مقدس        | عنکبوت مقدس             | [ 77 ]  |
| 2023 | ميرفي ديزدار        | نوراي            | حول الأعشاب الجافة | Kuru Otlar Üstüne       | [ 78 ]  |
| 2024 | كارلا صوفيا غاسكون  | إيميليا بيريز    | إيميليا بيريز      | إيميليا بيريز           | [ 79 ]  |
| 2024 | سيلينا غوميز        | جيسي             | إيميليا بيريز      | إيميليا بيريز           | [ 79 ]  |
| 2024 | أدريانا باز         | إبيفانيا         | إيميليا بيريز      | إيميليا بيريز           | [ 79 ]  |
| 2024 | زوي سالدانيا        | ريتا مورو كاسترو | إيميليا بيريز      | إيميليا بيريز           | [ 79 ]  |

## روابط خارجية
- Cannes Film Festival official website
- Cannes Film Festival at IMDb.